# Epilohmannia
Epilohmannia är ett släkte av kvalster. Epilohmannia ingår i familjen Epilohmanniidae.

## Dottertaxa tillEpilohmannia, i alfabetisk ordning[1]
- Epilohmannia amygdaliformis
- Epilohmannia barbatula
- Epilohmannia cultrata
- Epilohmannia cylindrica
- Epilohmannia daghestanica
- Epilohmannia dimorpha
- Epilohmannia dolosa
- Epilohmannia flagellifer
- Epilohmannia flexuosa
- Epilohmannia gigantea
- Epilohmannia guarani
- Epilohmannia heterotricha
- Epilohmannia imreorum
- Epilohmannia inexpectata
- Epilohmannia insignipes
- Epilohmannia kulaginae
- Epilohmannia lenkoi
- Epilohmannia mahunkai
- Epilohmannia maurii
- Epilohmannia minuta
- Epilohmannia multisetosa
- Epilohmannia neotricha
- Epilohmannia norberti
- Epilohmannia nortoni
- Epilohmannia ornata
- Epilohmannia ovalis
- Epilohmannia ovata
- Epilohmannia pallida
- Epilohmannia pilosa
- Epilohmannia praetritia
- Epilohmannia puella
- Epilohmannia schusteri
- Epilohmannia sculpturata
- Epilohmannia shtanchaevae
- Epilohmannia spathulata
- Epilohmannia spathuloides
- Epilohmannia styriaca
- Epilohmannia taeda
- Epilohmannia taiwanica
- Epilohmannia zwarti